# Marakei
Marakei (früher: Mathew Island oder Maraki) ist ein kleines Atoll im nördlichen Teil des Archipels der Gilbertinseln. Es liegt nordöstlich deren Hauptatolls Tarawa.

## Geographie
Die zentrale Lagune des Atolls besteht aus vielen tiefen Bassins und wird von zwei Inseln umschlossen, die nur durch zwei enge Kanäle voneinander getrennt werden. Die beiden Kanäle (Baretoa Pass und Reweta Pass) sind so flach, dass sie bei Niedrigwasser per Boot unpassierbar sind. Die Inseln des Atolls bedecken eine Fläche von 14,13 km², die Zentrallagune 24,86 km².
Hauptort ist Rawannawi. An der Nordspitze des Atolls liegt der Flugplatz Marakei.

## Bevölkerung

### Bevölkerungsstatistik
| Siedlung  | 1978 | 2005 | 2010   | 2015   | 2020   |
| --------- | ---- | ---- | ------ | ------ | ------ |
| Rawannawi |      | 1075 | 1000 ▼ | 1033 ▲ | 878 ▼  |
| Temotu    |      | 116  | 164 ▲  | 155 ▼  | 134 ▼  |
| Buota     |      | 259  | 339 ▲  | 293 ▼  | 300 ▲  |
| Tekarakan |      | 362  | 358 ▼  | 359 ▲  | 368 ▲  |
| Bwainuna  |      | 246  | 310 ▲  | 279 ▼  | 318 ▲  |
| Norauea   |      | 311  | 321 ▲  | 321 ▬  | 403 ▲  |
| Tekuanga  |      | 207  | 217 ▲  | 195 ▼  | 200 ▲  |
| Antai     |      | 165  | 163 ▼  | 164 ▲  | 137 ▼  |
| Gesamt    | 2335 | 2741 | 2872 ▲ | 2799 ▼ | 2738 ▼ |

### Bevölkerungsentwicklung
| Zensus | 1931 | 1947 | 1963 | 1968 | 1973 | 1978 | 1985 | 1990 | 1995 | 2000 | 2005 | 2010 | 2015 | 2020 |
| ------ | ---- | ---- | ---- | ---- | ---- | ---- | ---- | ---- | ---- | ---- | ---- | ---- | ---- | ---- |
| Gesamt | 1649 | 1803 | 2213 | 2180 | 2212 | 2335 | 2693 | 2863 | 2724 | 2544 | 2741 | 2872 | 2799 | 2738 |

## Kultur

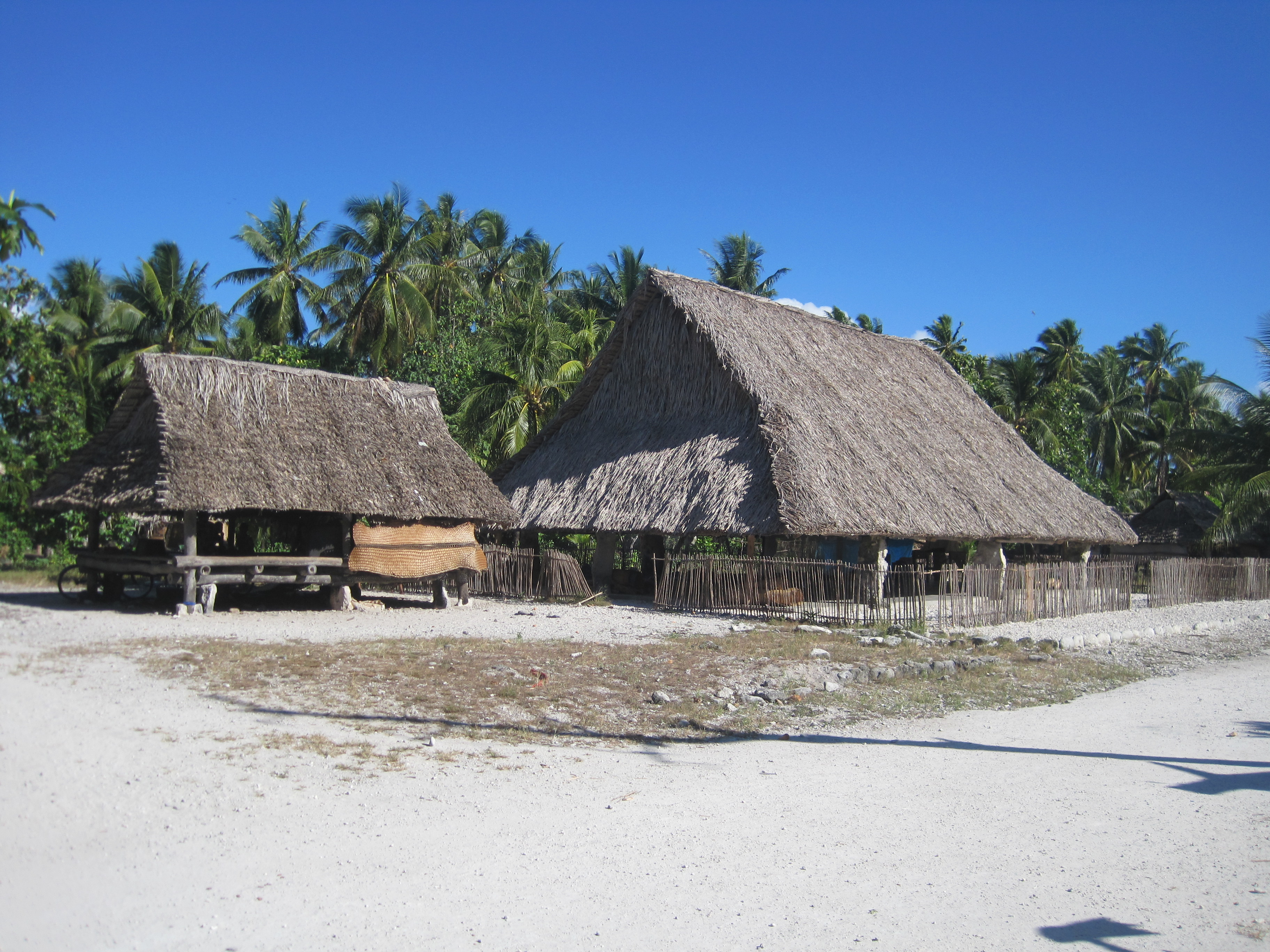
Ein Maneaba (Versammlungshaus)
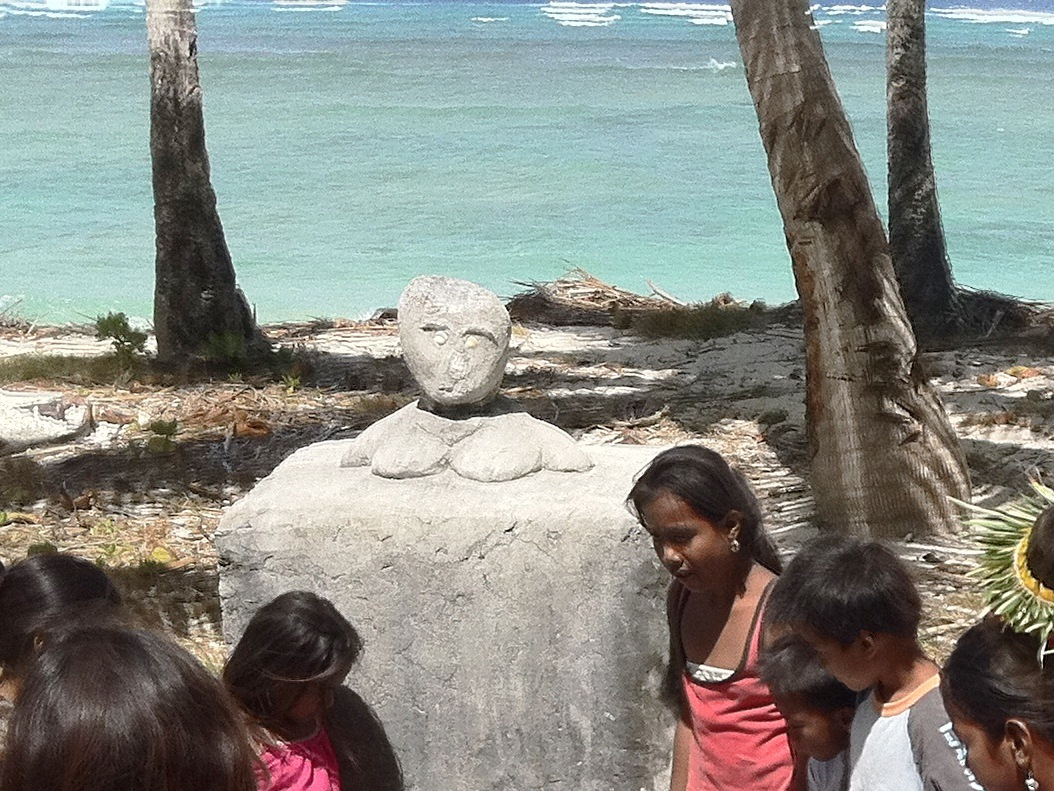
Einer von vier Schreinen